# Критика Линь Бяо и Конфуция

Китайский плакат 1974 года с лозунгом «Критикуй Линь Бяо, критикуй Конфуция — это сейчас самое важное для Партии, армии и народа»

Критика Линь Бяо и Конфуция (кит. упр. 批林批孔运动, пиньинь pī Lín pī Kǒng yùndòng) — политическая кампания, развёрнутая Компартией Китая в 1973 — 1974 годах.
В конце шестидесятых годов Линь Бяо считался преемником Мао Цзэдуна и пользовался наибольшим авторитетом в его окружении, в семидесятые годы началась массированная атака на Линь Бяо со стороны других партийных лидеров. Линь Бяо погиб в авиакатастрофе в 1971 при невыясненных обстоятельствах, по утверждениям его оппонентов, он пытался бежать в СССР. Кампания была развёрнута уже после смерти Линь Бяо, целью кампании была также дискредитация премьер-министра Китая Чжоу Эньлая.
Историк Ян Юнго и другие «учёные» стали проводить аналогию между деятельностью Линь Бяо и других партийных лидеров с конфуцианской политикой и традицией, при этом лидеры партии обвинялись в том, что придерживались конфуцианской философии. Линь Бяо обвинялся в том, что он хочет вернуть обратно рабовладельческий строй эпохи Западного Чжоу и моральные принципы того времени, потенциально принижая тем самым значение Культурной революции.
Эта кампания проводилась уже на поздней стадии Культурной революции.
После разоблачения Банды Четырёх и волны реабилитаций Линь Бяо так и не был реабилитирован, а обстоятельства его гибели не были раскрыты.

## Причины и предпосылки
В 1971 году со всех занимаемых постов был смещён преемник Мао Цзэдуна — Линь Бяо, Первый вице-премьер Государственного Совета Китайской Народной Республики, второй после Председателя человек в КНР. Причины резкого поворота в политической судьбе Линь Бяо не выяснены до настоящего времени. Некоторые российские и американские специалисты, анализируя имеющиеся в их распоряжении материалы, приходят к выводу, что Линь Бяо и его сторонники, обвинённые в подготовке государственного переворота и попытке свержения Мао Цзэдуна, стали жертвами политических интриг в КПК. Впрочем, как бы там ни было, смерть этого политического деятеля не вызвала широкого общественного резонанса, пока правящая группировка КПК не стала использовать её в политических целях. Особого накала события вокруг гибели Линь Бяо приобрели после того, как выяснилось, что бывший «преемник Мао Цзэдуна», в годы «культурной революции» заявлявший, что каждый боец должен вместе с оружием владеть цитатником Мао Цзэдуна, на деле оказался не столь последовательным сторонником идей Председателя. Так, во время обыска на его квартире, были обнаружены многочисленные вырезки и выписки из классических конфуцианских текстов, которыми Линь Бяо якобы обменивался со своими единомышленниками.
Сторонники Мао Цзэдуна не могли не использовать столь весомую улику для «уличения» в реакционности не только Линь Бяо, но и самого Учителя Куна. Тем более, что для борьбы с культурным наследием последнего имелась весомая причина. Мао Цзэдуну давно было необходимо искоренить из сознания народа те конфуцианские представления, которые были несовместимы с его идеалом правителя и кадрового коммунистического работника. Его давно тревожила традиционная прочность семейных связей, определяющая роль семьи, старшего поколения во многих вопросах. Почтительность к родителям, уважение старших по возрасту всегда была одной из отличительных черт китайской нации, в чём была немалая роль Конфуция, одним из основных постулатов учения которого была идея сяо — «сыновьей почтительности». В условиях маоистского режима, стремившегося подчинить личность и порвать традиционные семейные связи, национальные стереотипы стали мешать воспитанию нового поколения. И если ранее похвальным деянием объявлялся донос на родителей, то теперь полной трансформации подлежали все «лишние» моральные устои китайского общества.

## Ход событий
Общегосударственный «поход» против Конфуция был задуман в несколько этапов: на первом должны были поработать специалисты — философы и историки; на втором — соответственно подготовленные теоретики «из народа», на третьем намечалось подключить широкие массы, которые должны были завершить тщательно спланированную операцию.
Начало первому этапу положило выступления философа Ян Юнго с его резкой критикой Конфуция и его «почитателя» Линь Бяо со страниц «Жэньминь жибао».
Однако организаторам кампании казалось, что для большего эффекта с критикой Конфуция должен выступить специалист в изучении конфуцианства, сторонник идей Конфуция, обладающий признанием мирового масштаба. Выбор пал на профессора Фэн Юланя, который был известен своими трудами о конфуцианстве не только в конфуцианском культурном регионе, но и во всём мире. Уговорить старого профессора отказаться от своих привычных оценок было под силу лишь оппоненту, обладающему не только верховной властью, но и таким же авторитетом. После нескольких ночных бесед с Мао Цзэдуном Фэн Юлань публично, на страницах «Жэньминь жибао», пересмотрел свои взгляды. Покаяния учёного имели ошеломительный резонанс: в Японии выступление Фэна сравнили со взрывом атомной бомбы.
С самого начала кампании активное участие в критике Конфуция и восхвалении легистов принял отражавший взгляды выдвиженцев «культурной революции» новый журнал «Сюэси юй пипань» («Учёба и критика»), начавший выходить с октября 1973 г. в Шанхае.
Кроме того, активную роль в разжигании кампании играл «Вестник Пекинского университета», а также выступавшие под псевдонимом авторы Пекинского университета, Университета Цинхуа и других образовательных учреждений.
Чуть позже, в начале 1974 г., в активную «полемическую» работу включился и «Журнал литературы, философии и истории» (文史哲), авторы которого с яростной критикой обрушивались на «буржуазного карьериста, заговорщика, двурушника, изменника и предателя Линь Бяо» и его духовного учителя Конфуция, который в своё время «проявил показательную реакционность, выступив за сохранение разлагающегося рабовладельческого строя».

Дети — участники кампании «Критикуй Линь Бяо и Конфуция»

В конце 1973 — начале 1974 г. начинается второй этап кампании, когда в качестве основных критиков Конфуция выступали широкие народные массы. В высших учебных заведениях были организованы специальные курсы, готовившие программы критики отдельных положений Конфуция, использованных Линь Бяо. Десятки тысяч рабочих и крестьян проходили обучение на этих курсах, пополняя ряды «теоретиков-марксистов». Вовлечение низших слоёв стимулировалось откровенным заигрыванием с широкими массами: в китайской печати всё чаще стали цитировать изречение Мао, что «низшие и малые — самые умные. Высшие и почитаемые — самые глупые». Были выпущены десятки брошюр, критикующие те изречения Конфуция, которые использовались Линь Бяо. Миллионными тиражами с ценой в один фэнь распространялись лубочные издания, представляющие собой упрощенный критический комментарий к изречениям Конфуция. Об уровне «народной критики» можно судить по статье «Что за человек этот Конфуций», написанной студентами Пекинского и Циньхуанского университетов (так называемой «группой большого разоблачения») и помещенной в журнале «Хунци» под рубрикой «Критика Линь Бяо, критика Конфуция. Против ревизионизма, воспрепятствовать ревизионизму». Статья гласила: «Старикан Кун, этот тип, во-первых, не понимал революционной теории, во-вторых: он не умел заниматься производственным трудом, был начисто лишён каких-либо талантов и являл собой большой мешок, наполненный трухой… Его знания производства равнялись нулю… Трудовой люд взирал на старикана Куна как на крысу, перебегающую улицу, которую все гонят и бьют».
Для форсирования кампании в начале 1974 г. прозвучал призыв к созыву так называемых мобилизационных митингов по всей стране. Однако эта инициатива была встречена на местах довольно прохладно. Тем не менее, в январе 1974 г. в течение нескольких дней по Шанхаю следовали колонны автомашин и пешей молодёжи, провозглашавшие лозунги: «Огонь против всех, не бояться никого!». Вновь появились дацзыбао на стенах городов, некоторые из них были перепечатаны в «Жэньминь жибао».
Согласно развернувшейся пропаганде, все крестьянские восстания — от Чэнь Шэна и У Гуана до восстания тайпинов и ихэтуаней — были направлены на достижение единой цели — сокрушить Конфуция. Журнал «Хунци», признавая, что рабы и крестьяне в силу своей классовой ограниченности не могли полностью распознать реакционную сущность «паразита Конфуция», утверждал, что эту историческую задачу смог выполнить пролетариат, который нанёс смертельный удар по конфуцианству.
Во время кампании критике подвергалась теория гуманизма, добродетельного правления и конфуцианское учение о том, что «человек по природе добр». В противовес этому настойчиво пропагандировалась мысль о прогрессивном значении насилия, об изначально злой природе человека. Воспевание насилия должно было нанести удар по тем, кто возмущался грубыми, жестокими методами, которые применялись во время «культурной революции». Сторонники Цзян Цин и её соратников были всерьёз озабочены тем, что после X съезда КПК, когда обозначились тенденции к нормализации и стабилизации в стране, стали всё громче раздаваться голоса, осуждающие грубые насильственные методы, жестокость и бесчеловечность, с какими проводилась «культурная революция». Они продолжали гонения на неугодных партийных, государственных и хозяйственных работников, вся вина которых иногда состояла лишь в том, что те позволяли себе усомниться в мудрости тех кампаний, ошибочность которых доказывала сама жизнь.
Проповедуя философию борьбы и восхваляя роль насилия, пропаганда с особой злостью обрушилась на конфуцианские принципы милосердия и гуманности, которые якобы разделял Линь Бяо. Объявляя их контрреволюционными и фашистскими, китайская печать клеймила как реакционное изречение древнекитайского философа Мэн-цзы о том, что «каждый человек по своей природе добр».
Китайская печать без конца твердила о том, что тот, кто не признает философию борьбы, тот идеалист и метафизик, и более того, играет на руку внешним и внутренним врагам. Борьба, уверяла «Жэньминь жибао», носит абсолютный характер. Конфуций и Линь Бяо, которые якобы отрицали это положение, «нарушали основную закономерность развития общества».
Конфуцианский принцип человеколюбия был назван одним из источников «затухания классовой борьбы» и теории «классового примирения».
В ходе кампании наблюдалось стремление подорвать и разрушить основы школы и семьи, которая до некоторой степени служила противоядием против официальных установок. Многие китайцы страдали от того, что власти постоянно вторгались в их личную жизнь.
В годы кампании «критики Линь Бяо и Конфуция» был прерван начавшийся в 1970—1971 годах учебный процесс в школах и вузах страны. Учебные программы снова осуждались за недостаточное внедрение «правильных идей». Конфуция порицали за то, что он заставил китайских школьников читать книги, а не работать в поле, что он пропагандировал идею «выращивания талантов», вместо того, чтобы учить, как выращивать овощи. Отсюда следовало, что идеи Конфуция, которые разделял Линь Бяо, мешали слиянию школьников с рабоче-крестьянскими массами. Конфуций осуждался за то, что он якобы пытался прививать учащимся дух уважения к прошлому, старался воспитать духовную аристократию. Репутация Учителя как «вечного просветителя», как «вечного образца для всех учителей» была объявлена искусственной.
Под видом критики идей Конфуция о воспитании Тан Сяовэнь в статье «Был ли Конфуций всенародным просветителем?» нападал на тех, кто отходил от установок «культурной революции». Он старался доказать, что в изречении Конфуция «в учёбе все равны» содержится классовый смысл и что оно имело пагубное влияние на организацию системы образования, служило основанием ревизионистской линии. Заявляя, что «Конфуций питал лютую ненависть к социальным переменам того времени», автор приписывал ему умысел «сделать всех рабов Поднебесной послушными и покорными». В свою школу «он подбирал учеников с намерением воспитать из них „гуманных“, „целеустремлённых“, „благородных“, „добродетельных“ мужей, которые строго соблюдали бы „порядки династии Чжоу“ и, добившись успехов в учёбе, стали бы чиновниками и способствовали бы тем самым восстановлению рабовладельческого строя Западного Чжоу». Частная школа, которую действительно основал Конфуций, обрела знакомые китайскому читателю черты продукта «реакционной политической линии в области образования», направленной на реставрацию старого строя. Перекличка с современностью была совершенно очевидна.
Тан Сяовэнь называл вздорными утверждения об отсутствии у Конфуция классового подхода, причём сделал это в такой форме, чтобы у читателя в памяти всплыла история с Чжан Тэшэном, человеком из народа, который был обижен так же, как «бедные ученики» обижались в своё время Конфуцием.
По словам Тан Сяовэня, восхваление педагогических идей Конфуция делалось с целью проведения ревизионистской линии, чтобы «выхолостить классовость пролетарского просвещения». Лю Шаоци, Линь Бяо и им подобные якобы «хотели превратить наши учебные заведения в места подготовки буржуазной смены». Угроза эта не исчезла, поскольку несмотря на то, что «старая буржуазная, ревизионистская система превращения трещит по всем швам, однако, в процессе своего развития новое непременно сталкивается с упорным сопротивлением старой идеологии, старых традиций и старых привычек».
По мере развёртывания кампании стало очевидно, что «критика Линь Бяо и Конфуция» направлена не столько против «врагов прошлых», сколько против «врагов нынешних». Так, группировка Цзян Цин (жены Мао Цзэдуна, пришедшей ко власти в годы «культурной революции») всеми силами пыталась использовать кампанию в своих целях. В 1978 году журнал «Лиши яньцзю», разбирая статью Тан Сяовэня, писал, что в 1972—1973 годах Чжоу Эньлай неоднократно давал указания по вопросам науки и просвещения, которые горячо поддерживались народом всей страны. Статья Тан Сяовэня и явилась реакцией на эти указания, она «не содержала критики Линь Бяо, а под видом критики Конфуция всячески критиковала „князя Чжоу“, став таким образом частью заговорщической деятельности против Чжоу Эньлая».
Приняв к сведению, что в июле 1973 года Мао Цзэдун критиковал работу МИДа, находившегося в подчинении Чжоу Эньлая, а в декабре высказал критические замечания по деятельности Военного совета ЦК КПК под руководством Е Цзяньина, Цзян Цин решила воспользоваться этим и направить острие своих нападок на Чжоу Эньлая и других ветеранов революции. В одном из своих выступлений она откровенно заявляла, что «в настоящее время имеется один солидный последователь Конфуция» и этого «современного конфуцианца необходимо раскритиковать».
Конфуций стал изображаться таким образом, чтобы читатель мог догадаться и понять, что речь идёт не столько о философе древности, даже не об умершем Линь Бяо, а о живущих и действующих людях. В печати появлялись крайне прозрачные намёки, которые достигались путём ассоциативной связи мыслителя и нынешних китайских лидеров. В начале 1974 г. Цзян Цин заявила: «И сейчас имеется крупный конфуцианец. Это не Лю Шаоци и не Линь Бяо». В статье «Что за человек Конфуций», напечатанной в седьмом номере 1974 г. журнала «Хунци», рисовался такой портрет древнего мудреца, который напоминал читателю портрет Чжоу Эньлая. Исторические факты в ней были извращены для придания портрету Конфуция большего сходства с Чжоу Эньлаем. Так, в указанной статье Конфуций представал в возрасте 71 года (столько лет в то время было премьеру Госсовета КНР). Он был тяжело болен, что также заставляло вспомнить Чжоу Эньлая, а если читатель был хорошо знаком с древней историей, то он знал, что Конфуций в этом возрасте не болел. Чтобы портрет Конфуция обладал ещё большим сходством с Чжоу Эньлаем, упоминалась «негнущаяся рука», о которой знали все, кто видел китайского премьера.
Такая скрытая и в то же время целенаправленная травля Чжоу Эньлая не была случайной. После смерти Линь Бяо 1-й премьер Генерального совета КНР взял инициативу в свои руки и инициировал программу «критики ревизионизма и исправления стиля работы», во время которой опять-таки предполагалось возложить вину за перегибы «культурной революции» на Линь Бяо (который изображался как «левоуклонист») и вернуть политическое и экономическое развитие КНР как минимум на уровень 1966 г. Однако критика «левизны», стремление вернуть на руководящие посты «старую гвардию», в частности Дэн Сяопина, не могла не насторожить выдвиженцев «культурной революции», легитимность пребывания у власти которых отныне ставилась под сомнение. Именно такие политические реалии заставили их сгруппироваться вокруг Цзян Цин, которая не намеревалась без боя сдавать занятые позиции.
Российский исследователь Лев Делюсин полагал, что на местах пассивно, формально относились к кампании «критики Линь Бяо и Конфуция», саботировали её. Подобный вывод исследователь делал, исходя из того, что в «Жэньминь жибао» и «Хунци» периодически появлялись статьи, из которых было видно, что в Пекине не удовлетворены ходом кампании «критики Линь Бяо и Конфуция» на местах. «Не случайно поэтому, что время от времени из Пекина раздавались жалобы и упрёки по адресу тех, кто пытался изменить направление кампании и придать ей иные формы, иные цели. Искажение смысла кампании против Линь Бяо и Конфуция сочеталось с попытками сорвать её путём формальных открытых заявлений о важности этой кампании, а на практике — свернуть её и заняться решением конкретных дел. Наконец, находилось немало и таких работников, которые просто устали от бесконечного выкрикивания бессмысленных лозунгов», — утверждал Делюсин.
Подобной точки зрения придерживается и видный российский синолог В. Н. Усов, по сведениям которого инициатива созыва массовых митингов была на местах встречена прохладно. Её проигнорировали 11 парткомов провинциального уровня, парткомы 7 больших и 16 провинциальных военных округов, 14 провинциальных комитетов КСМК, федерации союзов и федерации женщин 13 провинций.
Однако при рассмотрении западной историографии становится очевидно, что взаимоотношения между центральной и местной властью выглядели далеко не так однозначно. Американский исследователь Кейт Форстер, подробно рассматривая компанию «Критики Линь Бяо и Конфуция» на конкретном примере провинции Чжэцзян, используя в качестве источников региональную периодику времён кампании, пришёл к выводу, что между двумя уровнями власти, центральным и местным, в указанный период соблюдался баланс, а случаи неподчинения местных органов управления центральному правительству скорее являлись исключением, нежели правилом.

## Сворачивание кампании и её итоги
Несмотря на длительность проведения кампании «критики Линь Бяо и Конфуция», она не устранила тех глубинных причин, которые породили социально-политический кризис в Китае, не разрешила сложных противоречий, раздирающих китайское общество. Призывы не ослаблять и продолжать движение за критику Линь Бяо и Конфуция, упрёки по адресу тех руководителей, которые уклонялись от этого, не сходили со страниц китайской печати.
Кампания «критики Линь Бяо и Конфуция» нанесла серьёзный ущерб положению страны, стала новым ударом по её экономике. Промышленное производство вновь сократилось. Согласно статистическим данным, за январь — май 1974 г. по сравнению с аналогичным периодом предыдущего года добыча угля снизилась на 6,2%, объём железнодорожных перевозок — на 2,5%, производство стали — на 9,4%, химических удобрений — 3,7%, финансовые доходы сократились на 500 млн юаней, а расходы возросли на 2,5 млн юаней.
Однако в сравнении с первым этапом «культурной революции» кампания имела существенное отличие: реабилитированные руководители во главе с премьером Чжоу Эньлаем уже имели достаточное влияние в центре. Ощущая сильную поддержку со стороны своих сторонников, 31 января 1974 г. на расширенном заседании Политбюро он смог решительно потребовать не втягивать структуры вооруженных сил в кампанию «четырёх больших свобод»: написание дацзыбао, свободного высказывания мнений и проведения широких дискуссий, широкой критики.
В марте 1974 г. на расширенном заседании Политбюро ЦК КПК премьер выразил опасение, что кампания может отрицательно сказаться на развитии экономики, приведя к её дезорганизации и падению производства.
3 марта и 4 апреля «Жэньминь жибао» обратилась с призывом к рабочим вести критику только в свободное от работы время, а крестьянам использовать эту кампанию для ударного проведения весенних полевых работ.
После того, как в 1974 г. кампания «критики Линь Бяо и Конфуция» достигла своего апогея, в скором времени она пошла на убыль. Причина скоропостижного сворачивания кампании заключались не в том, что руководство КПК сочло удовлетворительными её итоги; она была обусловлена тем, что в 1975 г. были развёрнуты новые кампании — «критики романа „Речные заводи“» и «борьбы с эмпиризмом», которые задвинули на второй план «критику Конфуция». Подлинный характер «исторической деятельности» Цзян Цин и её группировки был вскрыт и осуждён только после смерти Мао Цзэдуна и ареста «банды четырёх».
Кампания «критики Линь Бяо и Конфуция» представляет собой невиданный в истории Китая пример использования истории в целях политической борьбы. По мнению Л. С. Переломова, урон, нанесённый нравственности китайского народа в ходе этой кампании, сопоставим лишь с уроном, нанесённым русскому народу во время антицерковных кампаний большевиков. Впрочем с этим мнением нельзя согласиться в полной мере: в отличие от Советского Союза, где в атмосфере воинствующего атеизма было воспитано несколько поколений граждан, в Китае антиконфуцианская борьба продлилась в общей сложности не более двух лет, соответственно она не смогла окончательно подорвать культурное ядро конфуцианской цивилизации. Именно благодаря этому, когда спустя несколько лет вернувшийся к власти Дэн Сяопин в поисках идеологической опоры для запланированных реформ обратится к конфуцианскому учению, он встретит понимание среди китайцев, сохранявших такую же веру в конфуцианские идеалы, как и тысячу лет назад.